# Ianiropsis tridens
Ianiropsis tridens är en kräftdjursart som beskrevs av Menzies1952. Ianiropsis tridens ingår i släktet Ianiropsis och familjen Janiridae. Inga underarter finns listade i Catalogue of Life.